# No puedo olvidar
"No puedo olvidar" é uma canção da boy band porto-riquenha de pop latino MDO, incluída em seu segundo álbum de estúdio, Un poco más, de 1999. Duas versões da música foram lançadas, uma em estilo pop-dance e outra em estilo balada. A faixa foi escolhida como o primeiro single retirado do álbum.
Como forma de divulgação, os artistas participaram de programas de TV e rádio. No concerto natalino da Disneyland, de 1999, cantaram "Un poco más", "No puedo olvidar" y "Me haces soñar". O vídeo promocional de "No puedo olvidar" foi nomeado na categoria de Vídeo do Ano no décimo-primeiro Premio Lo Nuestro. O vencedor da categoria foi "Esperanza", do cantor Enrique Iglesias.
Em relação a recepção dos críticos de música, a resenha da revista Billboard descreveu que a faixa era uma canção romântica e cativante, fácil de cantar junto, e que aborda o tema do amor perdido. Segundo o crítico informou, a música tinha potencial para se tornar um sucesso nas paradas de música.
Nas paradas musicais da Billboard, a música alcançou o primeiro lugar nas categorias Hot Latin Tracks e Latin Pop Airplay, além de atingir a quarta posição na Latin Tropical/Salsa Airplay, marcando assim presença em diferentes segmentos musicais latinos. Segundo reportagem da revista, a música alcançou 11,6 milhões de impressões de audiência, na semana seguinte ao seu número um na tabela de música latina. De acordo com o jornal El Diario La Prensa, no México, a canção também obteve sucesso, estreando na sétima posição da parada musical do país.

## Lista de faixas
- Créditos adaptados do CD single No puedo olvidar, de 1999.[10]

| N.º | Título                          | Compositor(es)                                | Duração |  |
| 1.  | "No puedo olvidar"              | Tomás Torres, Abel Talamantez, Alexis Grullón | 4:32    |  |
| 2.  | "No puedo olvidar" (Balada)     | T. Torres, A. Talamantez, A. Grullón          | 3:39    |  |
| 3.  | "No puedo olvidar" (Radio Edit) | T. Torres, A. Talamantez, A. Grullón          | 3:20    |  |

## Tabelas

### Tabelas semanais
| Tabela musical (1999)                        | Melhor posição |
| -------------------------------------------- | -------------- |
| Estados Unidos Hot Latin Songs (Billboard)   | 1              |
| Estados Unidos Latin Pop Airplay (Billboard) | 1              |
| Guatemala (Notimex)                          | 3              |
| Panamá (Notimex)                             | 1              |